# بيقية صغيرة الأزهار
البيقية صغيرة الأزهار نوع نباتي يتبع جنس البيقية من الفصيلة البقولية. اسمه العلمي (باللاتينية: Vicia parviflora).

## الموئل والانتشار
تنتشر في بلاد الشام ومصر والمغرب العربي وقبرص وتركيا وحوض البحر الأبيض المتوسط وبعض مناطق أوروبا.

## الوصف النباتي
نبات عشبي. الورقة ريشية مركبة تنتهي بمحلاق. الأزهار بنفسجية (انظر الصورة). الثمرة قرن.

## مرادفات للاسم العلمي
- (باللاتينية: Ervum gracile)
- (باللاتينية: Vicia (Ervum) tenuissima)
- (باللاتينية: Vicia gracilis)
- (باللاتينية: Vicia laxiflora)
- (باللاتينية: Vicia tetrasperma subsp. gracilis)
- (باللاتينية: Vicia tetrasperma var. tenuissima)